# Luis Armando Montoya
Luis Armando Montoya Navarro (8 de diciembre de 2000) es un deportista mexicano que compite en bádminton. Ganó una medalla de bronce en los Juegos Panamericanos de 2023, en la prueba de dobles.

## Palmarés internacional
| Juegos Panamericanos | Juegos Panamericanos | Juegos Panamericanos | Juegos Panamericanos |
| Año                  | Lugar                | Medalla              | Prueba               |
| -------------------- | -------------------- | -------------------- | -------------------- |
| 2023                 | Santiago (Chile)     | Medalla de bronce    | Dobles               |